# Malaia rugithorax
Malaia rugithorax är en skalbaggsart som beskrevs av Ohaus 1916. Malaia rugithorax ingår i släktet Malaia och familjen Rutelidae. Inga underarter finns listade i Catalogue of Life.